# Wielisława Osmańska-Furmanek
Wielisława Osmańska-Furmanek (ur. 1956) – polska informatyk, pedagog, specjalizująca się w multimedialnych technologiach informacyjnych oraz pedagogice medialnej; nauczyciel akademicki związany z zielonogórskimi uczelniami.

## Życiorys
Po ukończeniu szkoły średniej informatykę i matematykę na Politechnice Wrocławskiej, uzyskując w 1981 roku magisterium. Bezpośrednio po ukończeniu studiów rozpoczęła pracę w Wyższej Szkole Pedagogicznej im. Tadeusza Kotarbińskiego w Zielonej Górze (od 2001 Uniwersytet Zielonogórski). Początkowo pracowała tam w Instytucie Matematyki potem w Instytucie Zarządzania, a obecnie w Katedrze Mediów i Technologii Informacyjnych na Wydziale Pedagogiki, Socjologii i Nauk o Zdrowiu. Niedługo potem podjęła studia doktoranckie na Moskiewskim Instytucie Energetycznym, zdobywając w 1987 roku stopień naukowy doktora nauk technicznych w zakresie informatyki. W 1996 roku otrzymała stopień naukowy doktora habilitowanego nauk humanistycznych w zakresie pedagogiki w dziedzinie zastosowań technologii informacyjnych w edukacji i procesach pedagogicznych.
Na zielonogórskiej uczelni pełniła kilka istotnych funkcji organizacyjnych. W latach 1999–2001 była prodziekanem do spraw nauki, a później w latach 2001-2005 dziekanem Wydziału Nauk Pedagogicznych i Społecznych. Od 2005 do 2012 roku pełniła urząd prorektora do spraw jakości kształcenia Uniwersytetu Zielonogórskiego.
W latach 2005–2008 prowadziła dwa duże granty edukacyjne z funduszy europejskich. Jest członkiem Zarządu Polskiego Towarzystwa Kognitywistycznego oraz Polskiego Towarzystwa Pedagogicznego. Sekretarz Sekcji Pedagogiki Mediów przy Komitecie Nauk Pedagogicznych PAN. W latach 2005–2008 członek konferencji prorektorów ds. kształcenia polskich uczelni technicznych oraz członek Uniwersyteckiej Komisji Akredytacyjnej. Członek Rad Naukowych i Komitetów redakcyjnych kilku czasopism (m.in. Pedagogika Mediów, Kultura i Edukacja, Kognitywistyka i Media w Edukacji). 

## Dorobek naukowy
W swojej działalności naukowej zajmuje się problematyką z zakresu komputerowego wspomagania nauczania i uczenia się oraz metod nauczania na odległość, formowania medialnej przestrzeni edukacyjno-komunikacyjnej i oddziaływań multimediów. Jest przedstawicielem kognitywistycznego nurtu pedagogiki medialnej. Ma na swoim knocie ponad 60 publikacji naukowych: monografii, artykułów i podręczników akademickich z zakresu pedagogiki mediów. Wypromowała kilku doktorów nauk humanistycznych w zakresie pedagogiki, recenzowała wiele prac doktorskich. 